# 盧凱彤
盧凱彤（英語：Ellen Joyce Loo，1986年3月27日—2018年8月5日），香港創作女歌手、音樂人。2002年成為歌唱組合At17始創成員，擔任主、和音及吉他手。此外還擅長鋼琴，曾在變變變At17演唱會及Threesome + At17 Live音樂會上彈唱自己的作品〈無家想歸〉及〈I'd Go Back〉。詞曲創作首見於At17的首張專輯《Meow Meow Meow》，也曾嘗試編曲和監製等工作。2010年，與At17另一成員林二汶宣佈拆夥，盧凱彤重新出發開始個人發展。除了籌備個人唱片外，她還積極為着其他歌手的演唱會，曾擔任達明一派、鄭秀文、陳奕迅、楊千嬅、容祖兒、何韻詩等歌手演唱會的結他手，也曾兩度在閃靈樂團的演唱會上擔任嘉賓。

## 生平
盧凱彤自小接觸西方音樂，而大樂團是她的「兒歌」。在加拿大長大的她幾歲大時回到香港讀書。受父親的影響，9歲便開始學習古典吉他，跟哥哥學習邊彈邊唱，2000年8月10日，當時14歲的她與哥哥參加「原音2000歌唱比賽」而結識林二汶，從此她跟隨林一峰和林二汶兩兄妹「三人行」到各個商場表演唱歌。後來她跟林二汶一同前往試音成功而組成組合at17。

### 2002年－2009年：組合發展
盧凱彤15歲便以at17組合成員身份出道，於2002年推出首張組合專輯，同時兼顧學業及音樂。2003年中五會考取得21分，雖然成績良好，但為了追求理想而暫停學業，畢業於聖保祿學校。2003年首次為他人創作的歌曲是香港著名女歌手楊千嬅主唱的派台歌曲《龍爭虎鬥》。盧凱彤與林二汶一起擔任該歌曲MV女角，令更多人開始留意她的音樂才華。

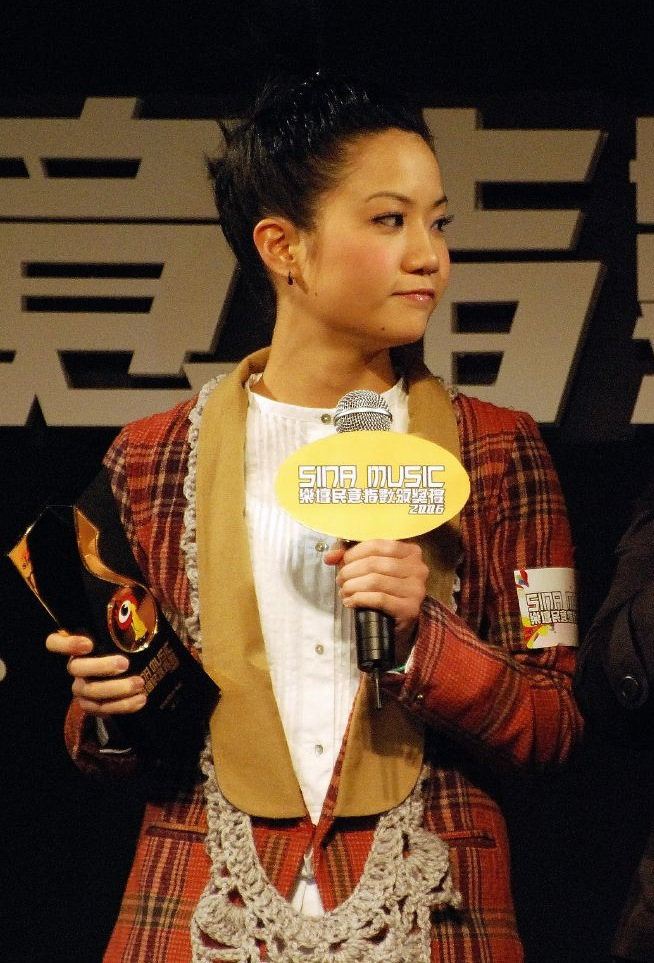
盧凱彤在2006年度SINA Music樂壇民意指數頒獎禮

2006年7月，盧凱彤在香港書展中推出攝影集《失．逃 Rockmuiology》，內容是有關她遊歷世界各地的風景、拍檔林二汶和Ellen的愛貓。

### 2010年－2013年：個人發展
2010年，at17宣佈暫停組合活動，兩位成員會作個人音樂發展。2009年底，盧凱彤首次擔任鄭秀文巡迴演唱會香港站結他手，曾於訪問中表示接受梁基爵邀請時全身發抖，花兩星期熟練所有歌曲。3月，成為陳奕迅《DUO陳奕迅世界巡迴演唱會》的吉他手，展開兩年多的巡迴表演。
2011年6月，盧凱彤推出個人首張專輯《掀起》，樂迷反應熱烈，部分門市推出首天已賣斷市及被炒賣，急需翻印。
2012年11月，推出第二張全創作國語專輯《你安安靜靜地躲起來》。2013年5月，盧凱彤憑此專輯入圍台灣第24屆金曲獎最佳國語女歌手獎，專輯歌曲《你根本不是我的誰》則入圍最佳作曲人獎。
2013年8月23、24日，盧凱彤在香港伊利沙伯體育館舉辦了自己的首次個人演唱會“V”live。

### 2013年底－2015年：患上躁鬱
2013年底，盧凱彤患上躁鬱症，暫停了手上的工作求醫。她在患病期間，透過畫畫紓解壓力，起初她只畫在紙上，後來把油漆潑到家中不停地畫，以潑油的狂野代替割手來洩憤，於2015年在中環PMQ舉行首個個人慈善畫展Pillow Talk。

### 2015年底－2018年：重投樂壇
2015年底，躁鬱症病情穩定後，盧凱彤重投樂壇，推出單曲《廿九歲的遺書》。同年11月21日於九龍灣展貿STAR HALL舉行一場《Rockmui 29 Live in HK》，在演唱Radiohead一曲《Exit Music》時當眾剃頭，寓意從躁鬱症中重生。
2016年10月，推出第三張國語專輯《你的完美有點難懂並不代表世界不能包容》，盧凱彤首度擔任全專輯的作詞人。2017年憑此專輯於第28屆金曲獎入圍最佳國語女歌手獎及最佳編曲人獎，最終以專輯歌曲《還不夠遠》奪下最佳編曲人獎，盧凱彤上台領獎時於感言中公開感謝自己的太太，宣布出櫃。之後公開自己與台灣電影攝影師余靜萍交往多年，曾於2013年分手，及後再復合，最終在2016年於加拿大登記結婚。
2017年，at17成立17週年，兩位成員復合並推出單曲《Girls Girls Girls》和《18》，又於同年十二月舉行演唱會。
2018年，盧凱彤加盟香港環球唱片旗下新的廠牌Brave Nusic ，並推出單曲《荒原》。

## 逝世
2018年8月5日早上，有消息指盧凱彤曾與歌手小肥（原名徐智勇）使用WhatsApp談天後，到接近10時從香港島跑馬地成和道69號嘉逸軒33樓B室墜下，倒臥5樓平台，救護員接報趕至證實經已傷重死亡，現場沒有撿獲遺書，警方認為沒有可疑，故列作自殺案。
她最後一次公開露面是在8月4日錄影ViuTV節目《Good Night Show 全民造星》，在節目擔任其中一位評判，當時精神及對答正常，並未有自殺跡象。
盧凱彤最後一次公開露面前，她在8月2日於Facebook最後的發文指：「今天準備去做一件大事，是我踏入三字頭以來其中一件為自己做主的事，我很看重，也為自己訂下一個新目標，終於明白點解d人咁鐘意自拍（終於明白為什麼人們那麼喜歡自拍），因為士氣高漲時真的會想幫自己留倩影」，其中hashtag寫到「#大事發生前」及「 #妄想症候群」。
及後，好友兼at17成員林二汶到盧凱彤的寓所跟遺孀余靜萍及盧凱彤的父母商量身後事，而喪禮主要由盧凱彤公司人山人海協助她的家人辦理。
同月，唱片公司環球音樂表示盧凱彤生前已為新碟錄了《光》和幾首未曝光的作品，有望於同年內以單曲形式推出。

## 悼念、紀念與後續
2018年8月5日當晚，跟盧凱彤認識多年的野仔舉行尾場「年輕的我們」演唱會，演唱會開始前，台上螢幕出現「盧凱彤 我們謹記記憶中有你」字句，之後響起野仔歌曲《相約在八王子》的音樂，野仔在後台獻唱此歌，全場觀眾於演唱會開始時亦為盧凱彤靜默致哀，及後更一同合唱悼念，完場後，跟盧凱彤相識超過十年的主音少爺占接受訪問時亦無奈地表示一直都知道盧凱彤患有情緒病但無奈自己無能為力幫助她。同樣與盧凱彤相識多年的樂隊觸執毛亦於其跟香港小交響樂團合作的《Reflection》音樂會上，最後特別以沒人演唱純音樂演奏盧凱彤的歌曲《雀斑》，以作為答謝好友多年來鼓勵及支持的禮物。
8月24日，好友陳奕迅發表因盧凱彤逝世而延遲推出的新歌《可一可再》的MV，其中有不少盧凱彤的鏡頭，在歌曲完結後刻意留白並寫上「In loving memory of Ellen Loo」。在團隊eason and the duo band的新碟記者會訪問上，陳奕迅表示盧凱彤的地位沒有人可取代，幸好在她生前已讓她觀看《可一可再》的MV，並根據她的意見作修改，其後表示非常掛念她。在提及盧凱彤時，他多度哽咽一度需要工作人員打圓場。
8月26日，台灣唱作歌手魏如萱於台北舉辦「milk and honey」孕期限定演唱會。在演唱會尾聲演唱新歌《陪著你》之前，談及父親、好友盧凱彤相繼離世，忍不住眼眶泛紅，也感性地說，生命中有太多突發事件，「我們彼此都互相陪伴著就好了。」
8月31日，ViuTV開始播出盧凱彤生前一晚所錄影的節目《Good Night Show 全民造星》的相關集數，在剛好於其離世後一個月（9月5日）播映最後一集，該集尾段更特意剪出盧凱彤在節目中讚美個別參賽者的片段並配上調高結他聲的at17歌曲《The Best is Yet to Come》以作懷念，節目完結前出現「感謝你 為我們留下了最後的鼓勵」字句。
9月26日，跟盧凱彤友好的樂隊RubberBand在其演唱會上翻唱盧凱彤生前最愛作品之一的《囂張》，作為向盧凱彤致敬，並在螢幕上出現「你的完美有點難懂並不代表世界不能包容」的字句，其後樂隊主音繆浩昌接受訪問時表示雖然她已不在但她的音樂永遠都會在。
9月28日，黃耀明與蔡德才於《明曲晚唱》臺北站現場以encore的幾首歌來紀念「愛女」盧凱彤：《絕色》、《汕尾以南》這兩首都是盧凱彤的作曲作品，《親愛的瑪嘉烈》亦是由盧凱彤作曲，黃耀明直言此歌是送給盧凱彤的，二人曾於4月15日的《明曲晚唱》香港站尾場合唱此首，而《美麗在心頭》是盧凱彤的愛曲，原訂該場演唱會的嘉賓是盧凱彤，而她無法到場，黃耀明與蔡德才於舞台上留下一個空位懷念她。
10月3日，林二汶於旺角麥花臣室內場館舉行《JOOX LIVE 2018: A night with Eman》音樂會，唱出at17的《最難唱的情歌》及自己的《最幸運的人》，送給已故at17拍檔盧凱彤。她又提到2015年曾為著名動畫《玩轉腦朋友》配音，當時聲演「阿樂」的她，真實人生都跟「阿樂」一樣只有開心，從來不理「阿愁」到底在想甚麼，她略帶感觸說：「故事最後，阿樂終於明白何謂憂愁，有一幕阿樂和阿愁手拖手一齊製造一個回憶玻璃球。我諗我哋以後嘅人生仲會有好多事件教我哋乜嘢係joy、sadness、anger、disgust同fear，但係我應承你哋，無論開心同唔開心嘅時候，我都會喺度，同你哋喺埋一齊。」林二汶在音樂會完結後表示綵排時已崩潰過，到正式演出時努力控制自己的情緒，並表示「個騷是送給Ellen，以後我任何一個演出都是送給她，不能沒有她，永遠都在。」
10月27日，陳奕迅在中環海濱以eason and the duo band的名義舉行《Eason and the duo band "L.O.V.E. is L.I.V.E." 音樂會》慈善音樂會，在台上特意留了一個空位放置鮮花及盧凱彤生前曾使用的結他，並在演唱會上唱出盧凱彤詞曲創作的《海裡睡人》以及盧凱彤的歌曲《還不夠遠》，而在陳奕迅演唱《還不夠遠》期間，成員之一蘇德華的結他斷弦，因此即時更換了盧凱彤的結他完成歌曲。陳奕迅在演唱會結尾多謝duo band成員，期間提到盧凱彤時更眼泛淚光。其後在新碟訪問中陳奕迅表示事後才知道蘇德華的結他在演奏《還不夠遠》時斷線，並笑言盧凱彤很貪玩。
10月29日，盧凱彤以個人名義推出的最後作品《荒原》，以及at17的《Girls Girls Girls》獲得《第18屆CASH金帆音樂獎》5項提名包括：CASH最佳歌曲大獎、最佳旋律、最佳編曲、最佳樂隊演繹及最佳女歌手演繹，成為眾歌手之冠，並在11月5日的頒獎禮上憑《荒原》奪得CASH最佳歌曲大獎。
11月17日，台灣第55屆金馬獎颁奖典礼的“緬懷逝世影人”橋段有悼念卢凯彤的环节。她曾经参与第54屆金馬獎頒獎典禮片頭的音乐配乐。
11月24-25日，岑寧兒在香港旺角麦花臣室內场馆开个人音乐会《Nothing is Under Control Live 2018》，在音乐会中后段，岑宁儿一个人演唱了由卢凯彤伴奏的〈空隙〉。虽然她什么都没说，但当她唱完，台下响起了经久不息的掌声。
12月21日，陳奕迅推出新碟《L.O.V.E.》，其中收錄由盧凱彤填詞，也與孫偉明共同作曲的《海裡睡人 （页面存档备份，存于）》作為盧凱彤遺作之一。
12月21-26日，何韻詩於香港科學園舉行一連六場《On The Pulse Of 我們正在》2018演唱會，期間演唱了與黃偉文合作填詞，悼念盧凱彤的新歌《代你白頭》；此外，演唱會中亦有演唱由盧凱彤作曲，何韻詩主唱的《青春祭》，以及盧凱彤另一首作品《大拇指之歌》。
2019年1月，《叱咤樂壇流行榜頒獎典禮》及《十大中文金曲頒獎音樂會》分別有悼念盧凱彤的環節。前者名為「叱咤念盧凱彤」的環節中，除剪輯她生前接受訪問的錄音和影像外，大會螢光幕亦出現「祝你愉快，這裏留白」字眼並隨即播出她自彈自唱的歌〈如果還有時間〉，歌詞道出「雲朵蒼白地炫耀，你的笑容從此不老」。
同月，台灣歌手艾怡良於新專輯演唱會「不想忘記的名字們」台北場演唱新歌《夜晚出生的小孩》之前表示，此曲是獻給盧凱彤的創作。
1月18日，何韻詩與黃偉文合寫的單曲《代你白頭》正式於Hall1c.com上架。1月23日，黃偉文於instagram留下感言：菇說，不如合寫。我說好呀，為了我們的妹子，這樣更有愛，於是我叫菇先動筆，直接把她心裡的畫面記下，能寫多少就多少，之後讓我拿著她的「原石」雕琢，看看能塑出什麼⋯⋯結果她在開show一星期前給了我幾句她的「宇宙星體生命週期論」，我自己想說的仍是「你代世界疼痛了 我只能代你衰老」，漏夜開工，寥寥幾筆，兩個看似不可能的意境居然能詩意地接合了，然後，神奇的，瑪嘉烈都像回家一樣翩翩地降落在這份歌詞中⋯⋯我們代你白頭，也代你寫歌，願你在宇宙的那一邊安好。・・・最親愛的 車到了 隧道再暗 完成歷練 在盡處有光
3月13日，盧凱彤的facebook專頁公布，將於3月27日至4月21日，在台北4am Station舉辦盧凱彤畫展《你的左手我的右手》，由盧凱彤的妻子余靜萍擔任策展人。盧凱彤生前未曝光的歌曲〈光〉屆時也會問世，並於展覽期間推出全球限量黑膠唱片，收入扣除必要成本，全數撥捐香港思覺基金，另推出包括Pillow Talk畫冊（再版，不含專輯）、 Ellen手繪托特包、明信片、吉他Pick等周邊商品義賣。
3月30、31日，方大同在香港紅磡體育館的《TIO靈心之子巡回演唱會》中，在手抱木吉他彈唱〈愛愛愛〉時哼唱出盧凱彤〈等等〉的經典旋律。
4月14日，香港電影金像獎協會於第38屆香港電影金像獎頒獎典禮中向盧凱彤連同其他已故電影人致敬。
6月29日，盧凱彤參與的專輯《L.O.V.E.》於台灣第30屆金曲獎摘下最佳專輯製作人獎。由團隊eason and the duo band上台代為領獎，在發表感言時團員特別提及盧凱彤表達致謝。
8月5日逢盧凱彤逝世1周年，圈內好友皆發文悼念，她的骨灰已安葬台灣。
8月29日起，六場《盧凱彤Come What May紀念音樂會》於壽臣劇院舉行，盧凱彤的父母、哥哥、導演彭秀慧及湯駿業等到場支持。另外一班好友更籌備了紀念展覽：《Come What May盧凱彤紀念展覽》，展期由8月26日至9月1日假藝術中心包氏畫廊舉辦。
11月20日，魏如萱發行新專輯《藏著並不等於遺忘》，其中歌曲〈彼個所在〉有一句歌詞以廣東話唱出：「我會記著個嗰開心的你。」被認為是向好友盧凱彤表達思念。2020年她憑藉此專輯獲得台灣金曲獎最佳國語女歌手時，在台上即表示：「希望我在天上的爸爸媽媽、爺爺、Gaga，還有盧凱彤，他們就是如果知道的話，希望他們可以為我感到驕傲。」
2021年1月1日，林二汶於《2020年度叱咤樂壇流行榜頒獎典禮》上，獲頒我最喜愛的女歌手獎。她憶述2005年時，at17獲頒我最喜愛的組合獎，當時因為超時而沒有機會唱歌。而這一年，林二汶只製作了一首單曲：〈再聚〉，是盧凱彤的遺作之一，她很高興今天能將這首她們於去年唯一一首作品帶到頒獎台上，演唱中段特意開口感謝盧凱彤。
2021年3月27日盧凱彤35歲冥誕，拍檔林二汶特別選擇於當日及翌日在香港紅磡體育館舉行一連兩場個人演唱會——《The Beginning of Faith》，是她首個個人大型演唱會。林二汶以〈再聚〉作序曲，而中段其中一幕是二汶拿著盧凱彤生前的結他，與蔡德才的風琴合奏出〈大拇指之歌〉。演唱會到尾聲時，二汶寄語粉絲：「最好的尚未來臨」，然後播出〈The Best is Yet To Come〉的結他伴奏，全場觀眾大合唱，是為盧凱彤當天最大的生日禮物。

## 音樂作品

### 個人專輯
| 專輯 # | 專輯名稱                                            | 專輯類型            | 發行公司               | 發行日期       | 曲目 |
| ------ | --------------------------------------------------- | ------------------- | ---------------------- | -------------- | --- |
| 1st    | 掀起 (普通版)                                       | 國語大碟            | 東亞唱片               | 2011年6月17日  | 曲目 CD 1. 不脫知女生 2. 雀斑 3. 等等 4. 哽咽 5. 荒蕪中起舞 6. Hey Boy 7. 完整 feat.黃耀明 (粵) 8. Summer of Love (粵) 9. 人造衛星情人 10. 大拇指之歌 DVD 1. 不脫知女生 (MV) 2. 雀斑 (MV) 3. 等等 (MV) 4. Summer of Love (MV) |
| 1st    | 掀起 (香港特別版)                                   | 國語大碟            | 東亞唱片               | 2011年6月20日  | 曲目 CD 1. 不脫知女生 2. 雀斑 3. 等等 4. 哽咽 5. 荒蕪中起舞 6. Hey Boy 7. 完整 feat.黃耀明 (粵) 8. Summer of Love (粵) 9. 人造衛星情人 10. 大拇指之歌 DVD 1. 不脫知女生 (MV) 2. 雀斑 (MV) 3. 等等 (MV) 4. Summer of Love (MV) |
| 1st    | 掀起 (加強版)                                       | 國語大碟            | 東亞唱片               | 2011年7月20日  | 曲目 CD 1. 不脫知女生 2. 雀斑 3. 等等 4. 哽咽 5. 荒蕪中起舞 6. Hey Boy 7. 完整 feat.黃耀明 (粵) 8. Summer of Love (粵) 9. 人造衛星情人 10. 大拇指之歌 DVD 1. 不脫知女生 (MV) 2. 雀斑 (MV) 3. 等等 (MV) 4. Summer of Love (MV) MOOV盧凱彤掀起一場Live 1. 哽咽 2. 等等 3. hey boy 4. 人造衛星情人 5. 大拇指之歌 盧凱彤［彤我一到］巡演全紀錄 1. ［彤我一到］香港站巡演精華 2. ［彤我一到］台灣站巡演精華 |
| 2nd    | 一個人回家 + 2011掀起連場音樂會Live CD (首批特別版) | CD Single + Live CD | 東亞唱片               | 2011年12月23日 | 曲目 國語Single 1. 一個人回家 2. 卡嚓 (粵) 3. 雀斑 Remix [掀起連場]音樂會 Live CD 1. 人造衛星情人 2. 日以繼夜 3. Feeling Good 4. Hey Boy 5. 不見不散 6. 早班火車 7. 來不及 8. 良夜/ 青春 9. 哽咽 10. Do you still... 11. 陰天 12. 大拇指之歌 13. 雀斑 14. 無家想歸 15. Summer of love |
| 3rd    | 你安安靜靜地躲起來                                  | 國語大碟            | 寰亞音樂               | 2012年11月15日 | 曲目 CD 1. 誰 2. 你根本不是我的誰 3. 只要美麗 4. 子彈 5. 活該活該 6. 了不起 7. 玫瑰木 (featuring 盧廣仲) 8. Departure 9. 小霧 10. See you later, Alligator (instrumental) 11. 如果還有時間 |
| 3rd    | 你安安靜靜地躲起來 2nd Edition                      | CD+Live CD+DVD      | 寰亞音樂               | 2013年2月1日   | 曲目 CD 1 1. 誰 2. 你根本不是我的誰 3. 只要美麗 4. 子彈 5. 活該活該 6. 了不起 7. 玫瑰木 (featuring 盧廣仲) 8. Departure 9. 小霧 10. See you later, Alligator (instrumental) 11. 如果還有時間 CD 2 "THIS LAND WAS MADE FOR YOU AND ME 2012" Live 1. 美麗在心頭 2. 哽咽 3. 那誰 4. 無風的秋季 5. 愛空間 6. Because the Night 7. 荒蕪中起舞 8. 不脫知女生 9. 一個人回家 10. 活該活該 11. 你根本不是我的誰 12. Summer of Love 13. Song 2 14. 小霧 15. 寂寞考 16. 大拇指之歌 17. 遊樂場 DVD 1. 你根本不是我的誰(MV) 2. 活該活該(MV) 3. 誰(MV) 4. 只要美麗(MV) 5. Departure (MV) 6. 小霧(MV) 7. 如果還有時間(MV) |
| 4th    | Riding on Faith (2CD + MacBook 13" Case)            | EP + Live CD        | 寰亞音樂               | 2013年8月23日  | 曲目 CD 1 - 粵語EP 1. 囂張 2. 燈下黑 3. 圓滑 CD 2 - 都市女聲系列盧凱彤ROCKMUI LIVE AT LEGACY 2013 1. 了不起 2. 荒蕪中起舞 3. 活該活該 4. 不脫知女生 5. Thank You 6. 失落沙洲 7. 出走太平洋 8. 飛鳥 9. 告訴我 10. 大拇指之歌 11. 你根本不是我的誰 12. 人造衛星情人 13. 誰 14. Summer Of Love 15. 雀斑 |
| 4th    | V Live                                              | 2 Live CDs          | 寰亞音樂               | 2013年11月22日 | 曲目 CD 1 1. overture 2. 活該活該 3. 誰 4. 人造衛星情人 5. 海落櫻 6. 大拇指之歌 7. 小霧 8. interlude 9. 白光 10. 燈下黑 11. 哽咽 12. 一個人回家 13. 只要美麗 14. 等等 15. 如果還有時間 CD 2 1. 卡嚓 2. 不脫知女生 3. 囂張 4. 千千萬萬個我 (featuring HOCC) 5. 你根本不是我的誰 6. HEYBOY 7. 子彈 8. 了不起 9. SUMMER OF LOVE 10. 荒蕪中起舞 11. People have the Power 12. 唱歌 13. 雀斑 |
| 5th    | Pillow Talk（隨畫冊附送）                           | 國語大碟            | rockmui ltd.           | 2015年5月6日   | 曲目 1. 發抖 2. 房間 3. 16 (粵) 4. 信箱 (粵) 5. Rocky Dreams (英) 6. 瘀青 7. 致命傷 8. 無我 9. 天色很暗 |
| 6th    | 你的完美有點難懂並不代表世界不能包容                | 國語大碟            | rockmui ltd./ 亞神音樂 | 2016年10月14日 | 曲目 1. 還不夠遠 2. 我們的皇冠 3. 賣空氣的人 4. 無核 5. 卡帶 6. 留一秒 7. Honesty 8. 家 9. 懂事 10. 你的完美有點難懂並不代表世界不能包容 |
| 7th    | You Are Love                                        | 國粵語EP            | rockmui ltd.           | 2017年6月16日  | 曲目 1. 歸一 (國) 2. 翻牆 (粵) 3. 之所以是你我 (國) |
| 8th    | Come What May                                       | 國粵語EP            | Brave Nusic            | 2019年8月23日  | 曲目 CD 1. 光之外 (國) 2. 荒原 3. 圓謊 4. Come What May 5. 光 6. 不怕 DVD 1. 光之外 (國) 2. 荒原 3. 光 |

### 單曲
| 專輯 # | 專輯名稱         | 專輯類型   | 發行公司    | 發行日期      | 曲目                                                |
| ------ | ---------------- | ---------- | ----------- | ------------- | --------------------------------------------------- |
| 1st    | Summer Of Love   | 單曲CD     | 東亞唱片    | 2010年11月5日 | 曲目 1. Summer Of Love 2. 舞 (instrumental) 3. 等等 |
| 2nd    | 雀斑             | 單曲CD     | 東亞唱片    | 2011年4月12日 | 曲目 1. 雀斑 2. Thank You 3. 等等                   |
| 3rd    | 你根本不是我的誰 | 單曲CD     | 寰亞音樂    | 2012年9月4日  | 曲目 1. 你根本不是我的誰 2. 蜜峰 (demo)             |
| 4th    | 光               | 顏色膠唱片 | Brave Nusic | 2019年3月27日 | 曲目 1. 光 2. 光之外                                |

### 為他人創作的歌曲
| 年份 | 歌手   | 歌曲                 | 創作部分   | 合作伙伴         |
| ---- | ------ | -------------------- | ---------- | ---------------- |
| 2003 | 楊千嬅 | 龍爭虎鬥             | 曲         |                  |
| 2004 | 楊千嬅 | 偷吻杜魯福           | 曲         |                  |
| 2005 | 朱孝天 | 黑白                 | 曲         |                  |
| 2006 | 梁漢文 | 戰後餘生             | 曲         | 梁漢文           |
| 2006 | 群星   | 抱抱團聚 - 06 抱抱歌 | 曲         |                  |
| 2007 | 許志安 | 前程錦繡             | 編         |                  |
| 2008 | 黃耀明 | 親愛的瑪嘉烈         | 曲         |                  |
| 2010 | 林二汶 | When He Sings        | 編         |                  |
| 2010 | 林二汶 | 柏林穹蒼下           | 編         |                  |
| 2010 | 楊千嬅 | 我係我               | 編         | 蔡德才           |
| 2010 | 梁詠琪 | 鄰家躲貓貓           | 曲／編     | 編：蔡德才       |
| 2011 | 黃耀明 | 汕尾以南             | 曲         |                  |
| 2011 | 黃耀明 | 絕色                 | 曲         |                  |
| 2011 | 何韻詩 | 青春祭               | 曲／編     |                  |
| 2011 | 何韻詩 | 拋磚引玉             | 編         | 何秉舜           |
| 2012 | 古巨基 | 兩小無猜             | 曲         |                  |
| 2014 | 林二汶 | Do You Love Me       | 曲         |                  |
| 2014 | 苏妙玲 | 凌晨几点             | 词         |                  |
| 2014 | 郁可唯 | 盲目者请崇拜         | 词         |                  |
| 2015 | 吳雨霏 | 想入非非             | 曲         |                  |
| 2015 | 何韻詩 | 是有種人             | 編         | 周國賢           |
| 2016 | 鄭秀文 | 衝過去               | 曲         | 鄭秀文           |
| 2016 | 魏如昀 | 所以咧               | 曲         |                  |
| 2016 | 林二汶 | 我變成我             | 曲         | 何山             |
| 2016 | 何洁   | What a B*            | 词         |                  |
| 2017 | 小肥   | 差一點               | 編         | 李拾壹           |
| 2017 | 小肥   | 內外                 | 曲／編／監 | 監：李偉         |
| 2018 | 石詠莉 | 阿呆                 | 曲         |                  |
| 2018 | 許廷鏗 | 一句話/再講一句話    | 曲／編／監 | 監：蔡德才、逸堯 |
| 2018 | 陳奕迅 | 海裡睡人（國）       | 曲／詞     | 曲：孫偉明       |
| 2019 | 岑寧兒 | fly                  | 曲／詞     | 詞：吳青峰       |
| 2020 | 黎曉陽 | 黑鏡                 | 曲         |                  |
| 2020 | 林二汶 | 再聚                 | 曲         |                  |

### 為 at17 創作的作品
| 年份 | 專輯                    | 歌曲                          | 創作部分              |
| ---- | ----------------------- | ----------------------------- | --------------------- |
| 2002 | Meow Meow Meow          | 我愛班房 （註： 16 歲時創作） | 曲／詞                |
| 2003 | Kiss Kiss Kiss          | 成人禮                        | 曲                    |
| 2003 | Kiss Kiss Kiss          | 日以繼夜                      | 曲／詞                |
| 2005 | 變變變                  | 青春                          | 曲／編                |
| 2005 | 變變變                  | Don't worry                   | 曲／編／監            |
| 2005 | 變變變                  | 無家想歸                      | 曲／編                |
| 2005 | 變變變                  | I'd go back                   | 曲／詞／編            |
| 2005 | 變變變                  | 請你不要睡好嗎？              | 編                    |
| 2006 | Sing Sing Sing          | 我們的序幕                    | 曲／編                |
| 2006 | Sing Sing Sing          | Sing Sing Sing                | 曲 (與林二汶合作)     |
| 2006 | Sing Sing Sing          | 最難唱的情歌                  | 編                    |
| 2006 | Sing Sing Sing          | 知自知彼                      | 曲 (與林二汶合作)     |
| 2006 | Sing Sing Sing          | Too Much Love                 | 曲／詞                |
| 2007 | Threesome               | 同聲同氣                      | 曲／編                |
| 2007 | Threesome               | 最好的時光                    | 曲／編                |
| 2008 | Over the Rainbow Vol. 1 | 馬雅民歌                      | 曲 (與林二汶合作)     |
| 2008 | Over The Rainbow Vol.2  | 二百歲少女                    | 曲                    |
| 2008 | Over The Rainbow Vol.2  | 依然...親愛的                 | 曲                    |
| 2008 | Over The Rainbow Vol.2  | 101727                        | 曲                    |
| 2008 | Over The Rainbow Vol.2  | the moon                      | 曲                    |
| 2008 | Over The Rainbow Vol.2  | 流浪到彼岸                    | 曲                    |
| 2009 | Over The Rainbow Vol.3  | I Don't Love You Anyway（國） | 曲／詞／編／監        |
| 2009 | Over The Rainbow Vol.4  | 當大樹掉下最後一顆蘋果（國）  | 曲                    |
| 2009 | Over The Rainbow Vol.4  | 安樂                          | 曲                    |
| 2009 | Over The Rainbow Vol.4  | 依然‧親愛的                   | 曲 (與林二汶合作)     |
| 2017 | Everybody Sings         | Girls Girls Girls             | 曲                    |
| 2017 | Everybody Sings         | 18                            | 曲／監 (與林二汶合作) |

### 為自己創作的作品
| 年份       | 專輯                                  | 歌曲                                       | 創作部分              |
| ---------- | ------------------------------------- | ------------------------------------------ | --------------------- |
| 2010       | Summer Of Love                        | Summer of Love                             | 編／監                |
| 2010       | Summer Of Love                        | 舞                                         | 曲                    |
| 2010       | Summer Of Love                        | 等等（國）                                 | 曲／詞／編／監        |
| 2011       | 掀起                                  | 不脫知女生（國）                           | 曲／詞／編／監        |
| 2011       | 掀起                                  | 雀斑（國）                                 | 曲／詞／編／監        |
| 2011       | 掀起                                  | 哽咽（國）                                 | 曲／詞／編／監        |
| 2011       | 掀起                                  | 荒蕪中起舞（國）                           | 曲／詞／編／監        |
| 2011       | 掀起                                  | Hey Boy（國）                              | 曲／詞／編／監        |
| 2011       | 掀起                                  | 人造衛星情人（國）                         | 曲／詞／編／監        |
| 2011       | 掀起                                  | 大拇指之歌（國）                           | 曲／詞／編／監        |
| 2011       | 掀起                                  | Thank You                                  | 曲／詞／編／監        |
| 2011       | 掀起                                  | 完整（feat.黃耀明）                        | 曲／編／監            |
| 2012       | 一個人回家                            | 一個人回家（國）                           | 曲／詞／編／監        |
| 2012       | 一個人回家                            | 卡嚓                                       | 曲／編／監            |
| 2012       | 一個人回家                            | 誰（國）                                   | 曲／詞 (與周耀輝合作) |
| 2012       | 一個人回家                            | 你根本不是我的誰（國）                     | 曲／詞                |
| 2012       | 一個人回家                            | 只要美麗（國）                             | 曲／詞                |
| 2012       | 一個人回家                            | 子彈（國）                                 | 曲／詞                |
| 2012       | 一個人回家                            | 活該活該（國）                             | 曲／詞                |
| 2012       | 一個人回家                            | 了不起（國）                               | 曲／詞 (與魏如萱合作) |
| 2012       | 一個人回家                            | 玫瑰木 (vs.盧廣仲)（國）                   | 曲／詞                |
| 2012       | 一個人回家                            | Departure（國）                            | 曲／詞                |
| 2012       | 一個人回家                            | 小霧（國）                                 | 曲／詞                |
| 2012       | 一個人回家                            | See You Later, Alligator                   | 曲                    |
| 2012       | 一個人回家                            | 如果還有時間（國）                         | 曲／詞                |
| 2013       | Riding On Faith                       | 圓滑                                       | 曲                    |
| 2013       | Riding On Faith                       | 囂張                                       | 曲／編／監            |
| 2013       | Riding On Faith                       | 燈下黑                                     | 曲／編／監            |
| 2015       | Pillow Talk                           | 發抖（國）                                 | 曲／詞／編／監        |
| 2015       | Pillow Talk                           | 房間（國）                                 | 曲／詞                |
| 2015       | Pillow Talk                           | 16（國）                                   | 曲／詞                |
| 2015       | Pillow Talk                           | 信箱（國）                                 | 曲／詞                |
| 2015       | Pillow Talk                           | Rocky Dreams                               | 曲／詞                |
| 2015       | Pillow Talk                           | 瘀青（國）                                 | 曲／詞                |
| 2015       | Pillow Talk                           | 致命傷（國）                               | 曲／詞                |
| 2015       | Pillow Talk                           | 無我（國）                                 | 曲／詞                |
| 2015       | Pillow Talk                           | 天色很暗（國）                             | 曲／詞／編／監        |
| 2015       | Pillow Talk                           | 廿九歲的遺書                               | 曲／監                |
| 2016       | 你的完美有點難懂 並不代表世界不能包容 | 還不夠遠（國）                             | 曲／詞／編            |
| 2016       | 你的完美有點難懂 並不代表世界不能包容 | 我們的皇冠（國）                           | 詞／編                |
| 2016       | 你的完美有點難懂 並不代表世界不能包容 | 賣空氣的人（國）                           | 曲／詞／編            |
| 2016       | 你的完美有點難懂 並不代表世界不能包容 | 無核（國）                                 | 曲／詞／編            |
| 2016       | 你的完美有點難懂 並不代表世界不能包容 | 卡帶（國）                                 | 曲／詞／編            |
| 2016       | 你的完美有點難懂 並不代表世界不能包容 | 留一秒（國）                               | 詞                    |
| 2016       | 你的完美有點難懂 並不代表世界不能包容 | Honesty                                    | 曲／詞／監            |
| 2016       | 你的完美有點難懂 並不代表世界不能包容 | 家（國）                                   | 曲／詞／編／監        |
| 2016       | 你的完美有點難懂 並不代表世界不能包容 | 懂事（國）                                 | 曲／詞                |
| 2016       | 你的完美有點難懂 並不代表世界不能包容 | 你的完美有點難懂並不代表世界不能包容（國） | 曲／詞                |
| 2017       | You Are Love                          | 歸一（國）                                 | 曲／詞                |
| 2017       | You Are Love                          | 翻牆                                       | 曲／編／監            |
| 2017       | You Are Love                          | 之所以是你我                               | 曲                    |
| 2018       | Come What May                         | 荒原                                       | 曲／編／監            |
| 2019       | Come What May                         | 光                                         | 曲／編／監            |
| 2019       | Come What May                         | 光之外（國）                               | 曲／詞／編／監        |
| 2019       | Come What May                         | 圓謊                                       | 曲                    |
| 2019       | Come What May                         | Come What May（英）                        | 曲／詞／編            |
| 2019       | Come What May                         | 不怕（國）                                 | 曲／詞／編            |
| （未錄製） | （未發行）                            | 果凍時代                                   | 曲                    |

## 音樂會及現場表演

### 個人
- 全創作單曲《雀斑》首賣音樂會：首個個人音樂會，於2011年4月8日在台北海邊的卡夫卡舉行，也是首張國語單曲《雀斑》的發佈會，嘉賓是何韻詩。
- “彤我一到”吉他同樂會：台灣校園巡迴與小型音樂會，於2011年5月期間舉行。盧凱彤帶著木吉他到各大校園表演，與樂迷近距離接觸。

- 台北 – 國立台北教育大學
- 台北 – 國立台灣大學 – 台大藝術季
- 台北 – 師大路小公園
- 台北 – 台北市立教育大學
- 台北 – Legacy Taipei傳·音樂展演空間
- 桃園 – 開南大學
- 新竹 – 國立清華大學
- 台北 – 銘傳大學
- 台中 – 國立中興大學
- 台中 – 中臺科技大學
- 台中 – 中國醫藥大學
- 台北 – 國立台灣師範大學 – 搖滾西瓜音樂祭
- 台北 – 好·丘 咖啡（嘉賓：岑寧兒）

- 《掀起》專輯發表音樂會：配合首張個人專輯《掀起》而推出的台灣巡迴音樂會，7月1日至3日分別於台中Forro Cafe、宜蘭賣捌所及台北女巫店舉行。
- 《掀起連場》音樂會：首個有樂隊伴奏的音樂會，於2011年7月22日至7月24日在香港藝術中心壽臣劇院舉行，共五場。尾場嘉賓是黃耀明，與盧凱彤合唱《完整》。
- 《一個人回家》音樂會：完成《掀起連場》巡演後，距離上一次只隔半年，於2011年12月27日及12月28日在九龍灣國際展貿中心3/F演講廳舉行第二次個人音樂會。
- 《盧凱彤This land was made for you and me音樂會》於2012年7月5日至8日在香港藝術中心壽臣劇院舉行舉行四場個人音樂會。
- 《盧凱彤 你安安靜靜地躲起來》 亞洲巡演 新加坡站 於2013年1月17日在 新加坡 Esplanade 舉行兩場售票演出
- 《盧凱彤Ellen and The Ripples Band 2013 V Live》：與The Ripples Band合作EP《Riding on Faith》後，於2013年8月23至8月24日於香港伊利沙伯體育館舉行兩場首次個人售票演唱會。
- 《Rockmui 29 Live in HK》：2015年重投樂壇，於2015年11月21日在九龍灣國際展貿中心Star Hall舉行個人音樂會，其中一個環節更對鏡落髮。
- 《盧凱彤 ROCKMUILOSOPHY 演唱會》：於2016年7月22日在九龍灣國際展貿中心 Music Zone 舉行與谷Live合作個人音樂會。
- 《Clean Tone Live 2017》：以一人一結他方式演出，於2017年6月2日至6月4日在香港藝術中心壽臣劇院舉行三場，尾場與嘉賓林二汶宣布at17於12月重組舉行演唱會。

- 2017年6月16日 – 台北後台Backstage Café
- 2017年6月17日 – 台中浮現藝文展演空間
- 2017年6月18日 – 台南Seety新城視展演空間
- 2017年6月30日 – 高雄In Our Time電台食堂
- 2017年7月1日 – 屏東恆春山羊飯館
- 2017年7月2日 – 台東鐵花村音樂聚落

### 其他

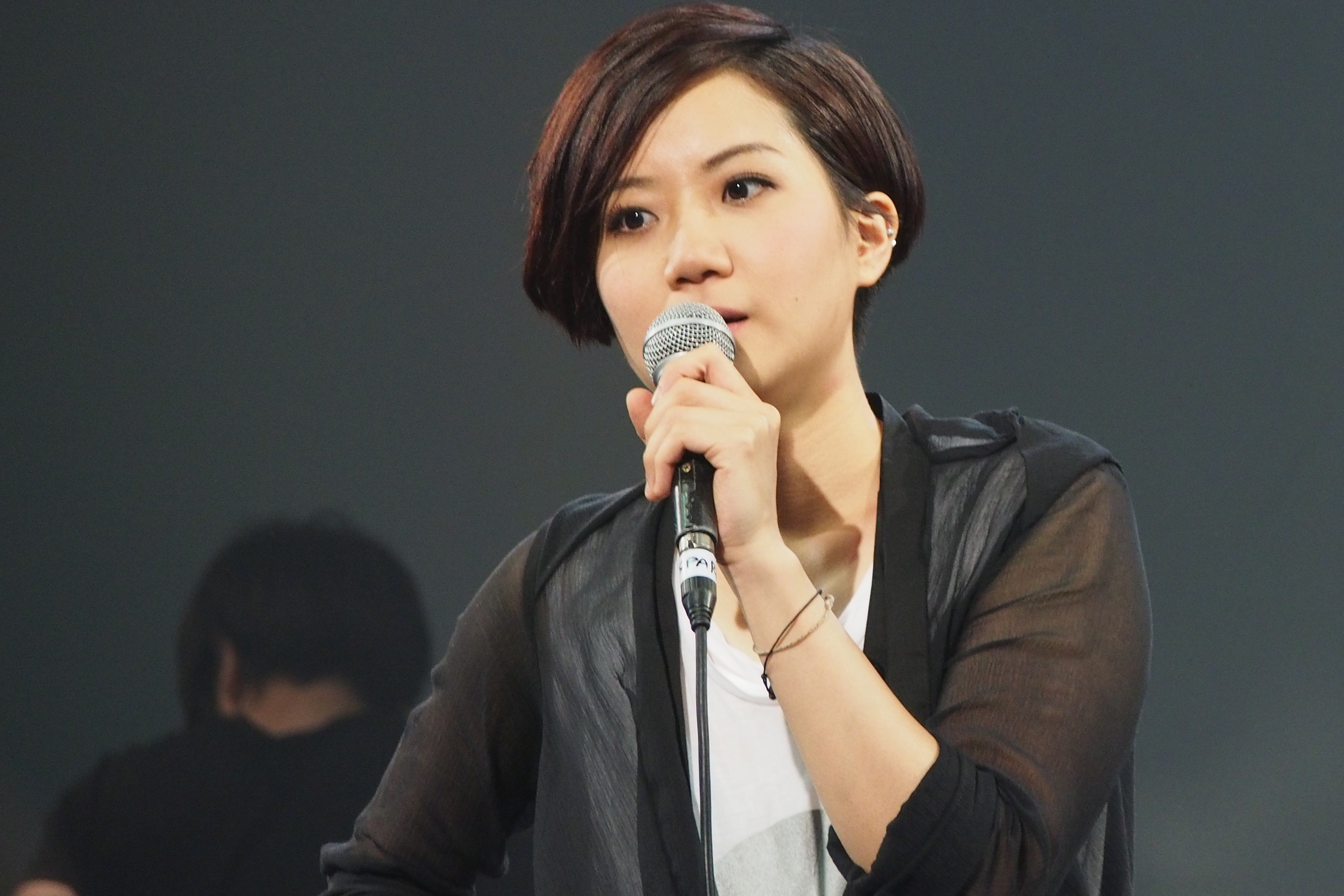
盧凱彤在2013台北《都市女聲系列》演唱會

- 2009年12月24－29日、12月31日－2010年1月3日：鄭秀文世界巡迴演唱會香港站（擔任吉他手）
- 2010年3月20日－2012年：陳奕迅DUO 2010演唱會香港站及世界巡迴（擔任吉他手）
- 2010年10月7－11日：楊千嬅Ladies and Gentlemen世界巡迴演唱會香港站（擔任Girl Band吉他手）
- 2010年11月19－28日、12月3－4日：容祖兒Number 6演唱會2010（擔任吉他手）
- 2011年3月21－22日：人山人海打游Gig之我是您的明哥 – 黃耀明音樂會（擔任吉他手）
- 2011年4月3－4日：2011墾丁春浪音樂節 – 陳奕迅部分（擔任吉他手）
- 2011年4月26日：容祖兒倫敦演唱會2011（擔任吉他手）
- 2011年6月10日：MOOV盧凱彤掀起一場Live
- 2011年11月25－27日：鐵路像記憶一樣長演唱會（於香港文化中心大劇院舉行）
- 2012年4月1日：新加坡［小疯狂音乐祭2012］表演嘉賓
- 2012年10月16日：903 id club 拉闊音樂會 2012 方大同x盧凱彤x黃貫中
- 2013年3月7日：台北THE WALL 盧凱彤 x 觸執毛 = 一發不可收拾的PIG 第三回
- 2013年5月31日：台北[都市女聲系列]盧凱彤 - ROCKMUILIVE_AT_LEGACY-2013
- 2013年7月22日：2013新北市貢寮國際海洋音樂祭
- 2016年9月27日：盧凱彤@ KKBOX x LIVE STAGE
- 2016年12月17日：JOOX Music In The City
- 2017年3月19日：台北花博公園流行館
- 2017年7月11日：2017花蓮夏戀嘉年華演唱會
- 2017年10月22日：Pink Dot HK 2017
- 2018年1月26日：啟德郵輪碼頭Volvo Ocean Race 星聲綻放音樂會
- 2018年3月30日：海洋公園歌酒節2018音樂會
- 2018年4月13日：香港大學Umversity Music Live
- 2018年4月16日：香港理工大學Umversity Music Live
- 2018年4月18日：香港中文大學Umversity Music Live
- 2018年6月10日：Ear Hub搶耳博覽
- 2018年6月29日：D2 Place Two接地氣音樂節

## 派台歌曲成績
註：組合名義的派台歌，請參閱at17之頁面。
| 四台上榜歌曲最高位置                 | 四台上榜歌曲最高位置  | 四台上榜歌曲最高位置 | 四台上榜歌曲最高位置 | 四台上榜歌曲最高位置 | 四台上榜歌曲最高位置 | 四台上榜歌曲最高位置                                        |
| ------------------------------------ | --------------------- | -------------------- | -------------------- | -------------------- | -------------------- | ----------------------------------------------------------- |
| 唱片                                 | 歌曲                  | 903                  | RTHK                 | 997                  | TVB                  | 備註                                                        |
| 2010年                               |                       |                      |                      |                      |                      |                                                             |
| 掀起                                 | Summer Of Love        | 11                   | -                    | -                    | -                    | 翻唱王菲歌曲                                                |
| 掀起                                 | 等等 (國)             | 20                   | -                    | -                    | -                    |                                                             |
| 2011年                               |                       |                      |                      |                      |                      |                                                             |
| 掀起                                 | 雀斑 (國)             | 1                    | 5                    | 3                    | -                    | 另派The Past Mix版本 TVB8: 3                                |
| 掀起                                 | 不脫知女生 (國)       | 3                    | 3                    | -                    | -                    |                                                             |
| 掀起                                 | 哽咽 (國)             | 10                   | -                    | -                    | -                    |                                                             |
| 掀起                                 | 荒蕪中起舞 (國)       | -                    | -                    | -                    | -                    |                                                             |
| 一個人回家                           | 一個人回家 (國)       | 1                    | 3                    | -                    | -                    | TVB8: 3                                                     |
| 2012年                               |                       |                      |                      |                      |                      |                                                             |
| 一個人回家                           | 卡嚓                  | 1                    | 6                    | -                    | -                    |                                                             |
| 一個人回家                           | 早班火車              | 18                   | -                    | -                    | -                    | Live Version版本 原唱者為Beyond                             |
| 你安安靜靜地躲起來                   | 你根本不是我的誰 (國) | 8                    | 12                   | -                    | -                    | 另派Live Version版本 TVB8: 2                                |
| Shine Again                          | 呼喊青春              | -                    | 1                    | -                    | -                    | 與Shine合唱 香港電台太陽計劃2012主題曲                      |
| 你安安靜靜地躲起來                   | 活該活該 (國)         | 4                    | 13                   | -                    | -                    |                                                             |
| 你安安靜靜地躲起來                   | 誰 (國)               | 11                   | -                    | -                    | -                    | TVB8: 8                                                     |
| 你安安靜靜地躲起來                   | 了不起 (國)           | 3                    | -                    | -                    | -                    |                                                             |
| 2013年                               |                       |                      |                      |                      |                      |                                                             |
| 你安安靜靜地躲起來                   | 只要美麗 (國)         | -                    | -                    | -                    | -                    |                                                             |
| Riding On Faith                      | 囂張                  | 1                    | 4                    | -                    | -                    |                                                             |
| Riding On Faith                      | 燈下黑                | 7                    | -                    | -                    | -                    |                                                             |
| Riding On Faith                      | 圓滑                  | 15                   | 13                   | -                    | -                    |                                                             |
| Ellen & The Ripples Band V Live      | 白光                  | -                    | 14                   | -                    | -                    | Live Version版本 原唱者為盧巧音                             |
| 2014年                               |                       |                      |                      |                      |                      |                                                             |
|                                      | 撐起雨傘              | 5                    | -                    | -                    | -                    | 群星合唱                                                    |
| 2015年                               |                       |                      |                      |                      |                      |                                                             |
| Pillow Talk                          | 天色很暗 (國)         | 1                    | -                    | -                    | -                    |                                                             |
| Pillow Talk                          | 發抖 (國)             | 16                   | -                    | -                    | -                    |                                                             |
| Roundabout                           | Now I Know            | -                    | -                    | -                    | -                    | 與周柏豪、林奕匡、恭碩良合唱 NETVIGATOR x MOOV 夢想系主題曲 |
|                                      | 廿九歲的遺書          | 1                    | -                    | -                    | -                    |                                                             |
| 2016年                               |                       |                      |                      |                      |                      |                                                             |
| 你的完美有點難懂並不代表世界不能包容 | 還不夠遠 (國)         | 1                    | 7                    | -                    | -                    |                                                             |
| 你的完美有點難懂並不代表世界不能包容 | 賣空氣的人 (國)       | 1                    | -                    | 1                    | -                    |                                                             |
| 2017年                               |                       |                      |                      |                      |                      |                                                             |
| 你的完美有點難懂並不代表世界不能包容 | 懂事 (國)             | -                    | -                    | -                    | -                    |                                                             |
| You Are Love                         | 翻牆                  | 1                    | -                    | -                    | -                    |                                                             |
| You Are Love                         | 之所以是你我 (國)     | -                    | -                    | -                    | -                    |                                                             |
| 2018年                               |                       |                      |                      |                      |                      |                                                             |
| Come What May                        | 荒原                  | 4                    | -                    | 15                   | ×                    | 生前最後一首派台作品                                        |
| 2019年                               |                       |                      |                      |                      |                      |                                                             |
| Come What May                        | 光之外 (國)           | -                    | -                    | -                    | ×                    |                                                             |
| Come What May                        | 光                    | 5                    | -                    | -                    | ×                    | 《光之外》粵語版                                            |
| Come What May                        | 圓謊                  | 11                   | -                    | -                    | ×                    |                                                             |

| 各台冠軍歌總數 | 各台冠軍歌總數 | 各台冠軍歌總數 | 各台冠軍歌總數 | 各台冠軍歌總數    |
| -------------- | -------------- | -------------- | -------------- | ----------------- |
| 903            | RTHK           | 997            | TVB            | 備註              |
| 9              | 1              | 1              | 0              | 四台冠軍歌總數：0 |

（*）表示歌曲仍在該榜上
（×）代表沒有派往該台

## 演出作品

### 電視
| 播映日期       | 節目                             | 電視台       | 角色 |
| 2006年         | 勁歌金曲                         | TVB          | 主持 |
| 2008年2月      | 香港筆跡                         | TVB          | 主持 |
| 2009年12月     | 世界文化遺產（第三輯）           | TVB          | 旁白 |
| 2010年11月14日 | 大遷徙                           | 國家地理頻道 | 旁白 |
| 2015年7月24日  | 杏林在線分享躁鬱症患者的心路歷程 | Now新聞台    | 嘉賓 |
| 2015年10月2日  | 歡樂滿些牙                       | 毛記電視     | 嘉賓 |
| 2018年4月29日  | Interviu                         | ViuTV        | 嘉賓 |
| 2018年8月22日  | 晚吹－喵喵喵                     | ViuTV        | 嘉賓 |
| 2018年         | Good Night Show 全民造星         | ViuTV        | 評判 |

### 舞台劇
- 2007年：《一期一會》

### MV
- 2018年：

陳奕迅《可一可再》
陳奕迅《破壞王》

## 書籍
- 失·逃 Rockmuiology（個人相片集，2006年7月出版，ISBN 988-99184-0-4）
- Rock Me Demo（個人攝影集，2011年7月出版）
- High on Strums（結他譜，2013年出版）
- Ellen Loo Pillow Talk （畫集，2015年出版）
- 《2730》（結他譜，2016年出版）

## 獎項
2011
- 2011年度新城國語力頒獎禮 - 新城國語力原創歌曲《雀斑》
- 2011年度新城國語力頒獎禮 - 新城國語力創作歌手
- 2011年度YAHOO!搜尋人氣大獎 - 搜尋人氣國語歌曲2011《雀斑》
- 2011年度YAHOO!搜尋人氣大獎 - 唱作女歌手
- 2011年度SINA Music樂壇民意指數頒獎禮 – SINA Music LIVE現場演繹大獎《雀斑》
- IFPI香港唱片銷量大獎頒奬禮2011 – 十大銷量國語唱片《掀起》

2012
- 2012年度新城國語力頒獎禮 - 新城國語力歌曲《你根本不是我的誰》
- 2012年度新城國語力頒獎禮 - 新城國語力搖滾歌手
- 2012年度YAHOO!搜尋人氣大獎 - 本地唱作女歌手
- 2012年度叱咤樂壇流行榜頒獎典禮 - 叱咤樂壇唱作人銅獎
- 2012年度南方都市報 - 十佳華語唱片第10位《你安安靜靜地躲起來》
- 第三十五屆十大中文金曲頒獎音樂會 - 優秀流行國語歌曲獎銅獎《一個人回家》

2013

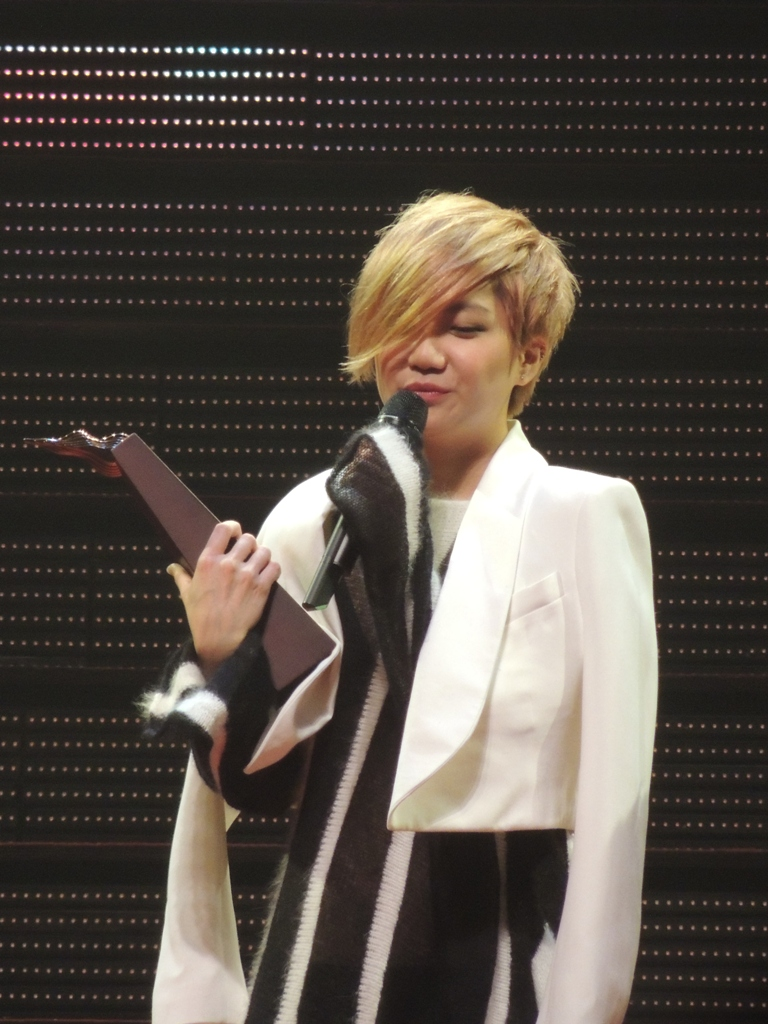
盧凱彤在2013年度叱咤樂壇流行榜頒獎典禮獲獎

- 2013年度新城國語力頒獎禮 - 新城國語力歌曲《誰》
- 2013年度新城國語力頒獎禮 - 新城國語力亞洲搖滾歌手
- 2013年度YAHOO!搜尋人氣大獎 - 本地唱作歌手
- 2013年度叱咤樂壇流行榜頒獎典禮 - 叱咤樂壇唱作人銅獎
- IFPI香港唱片銷量大獎頒奬禮2013 - 十大銷量國語唱片《你安安靜靜的躲起來》

2014
- 第十四屆華語音樂傳媒大獎 - 最佳粵語女歌手《Riding On Faith》
- 第十四屆華語音樂傳媒大獎 - 最佳編曲人-何山/蔡德才@人山人海/盧凱彤@人山人海（盧凱彤《囂張》）
- 2014年度叱咤樂壇流行榜頒獎典禮 - 叱咤樂壇我最喜愛的歌曲大獎 《撐起雨傘》

2015
- 第34屆香港電影金像獎 - 最佳原創電影音樂《那夜凌晨，我坐上旺角開往大埔的紅VAN》

2016
- 2016年度南方都市報—十佳華語唱片（第十位）《你的完美有點難懂並不代表世界不能包容》

2017
- 第28屆金曲獎 - 最佳編曲人獎 《還不夠遠》

2018
- 第18屆CASH金帆音樂獎「CASH最佳歌曲大獎」《荒原》

2020
- 第39屆香港電影金像獎 - 最佳原創電影歌曲-FLY《少年的你》填詞/作曲

## 社會公共事務
- 香港人道年獎 2015 宣傳大使[48]
- 思覺基金希望大使 2015

## 軼事
- 盧凱彤出道成為歌手的經歷成為2007年香港中學會考中國語文科試卷四乙部口語溝通考試其中一題要求考生評論「中學生參與娛樂圈工作，利多於弊還是弊多於利」時的其中一份「附設閱讀材料」。
- 2012年香港立法會選舉，盧凱彤支持何秀蘭。
- 盧凱彤在第28屆金曲獎頒獎典禮公開出櫃之後，接受訪問時表示最初向媽媽出櫃時，媽媽一直祈禱希望自己會變回異性戀。而出櫃7年後當她告訴媽媽自己要結婚那一天，媽媽還在思疑一切是不是真的。而到最後，父母還是決定一起出席婚禮。[49]

## 外部連結
- 盧凱彤的Facebook專頁
- 盧凱彤的Instagram帳戶
- 盧凱彤的新浪微博
- 盧凱彤後援會的新浪微博
- 盧凱彤在香港影庫上的簡介
- 人山人海 – 盧凱彤個人檔案（页面存档备份，存于）